# 황수연
황수연(1992년 10월 15일 ~ )은 대한민국의 가수다.

## 방송
- PRODUCE 101 (2016) - 발표순위 39위

## 음반
- [누나 뭐해(WYDNN)] (2023)